# Герцог Монтблан
Герцог де Монтблан — испанский аристократический титул, впервые созданный арагонским королем Хуаном I. В настоящее время этот титул является одним из титулов наследника испанского престола. Нынешняя владелица титула — Леонор де Бурбон, принцесса Астурийская и Жиронская.

## История

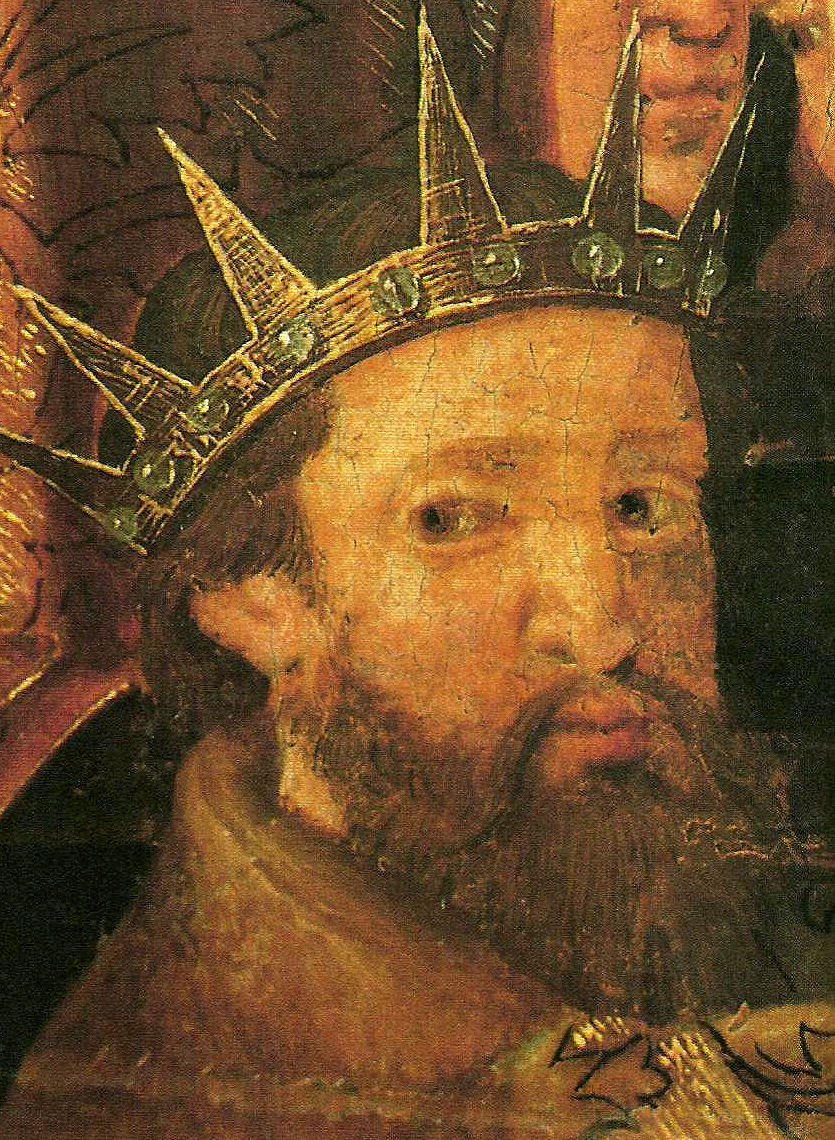
Мартин Гуманный, первый герцог де Монтблан

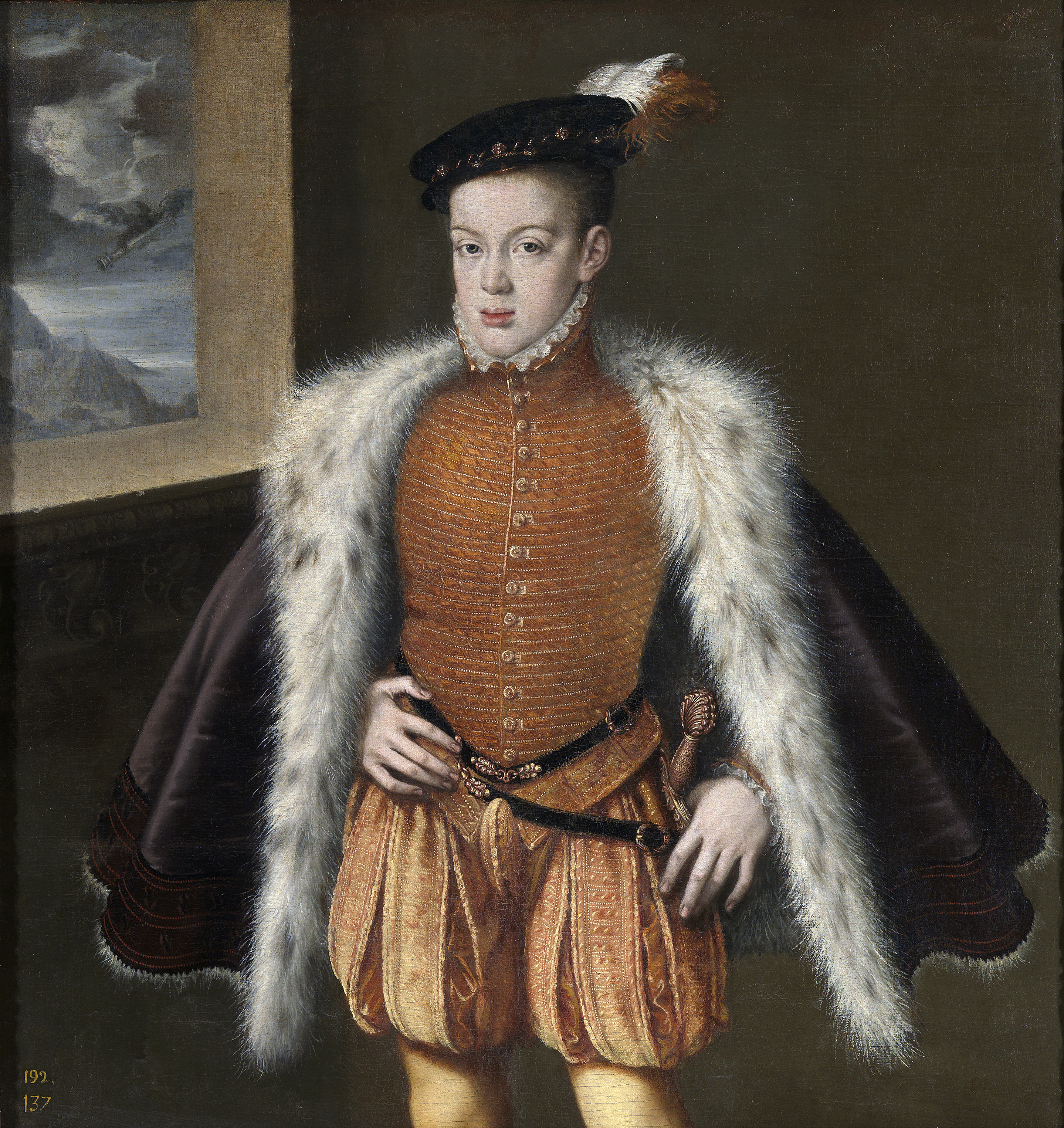
Портрет дона Карлоса Астурийского, работы Алонсо Санчеса Коэльо, ок. 1558 года

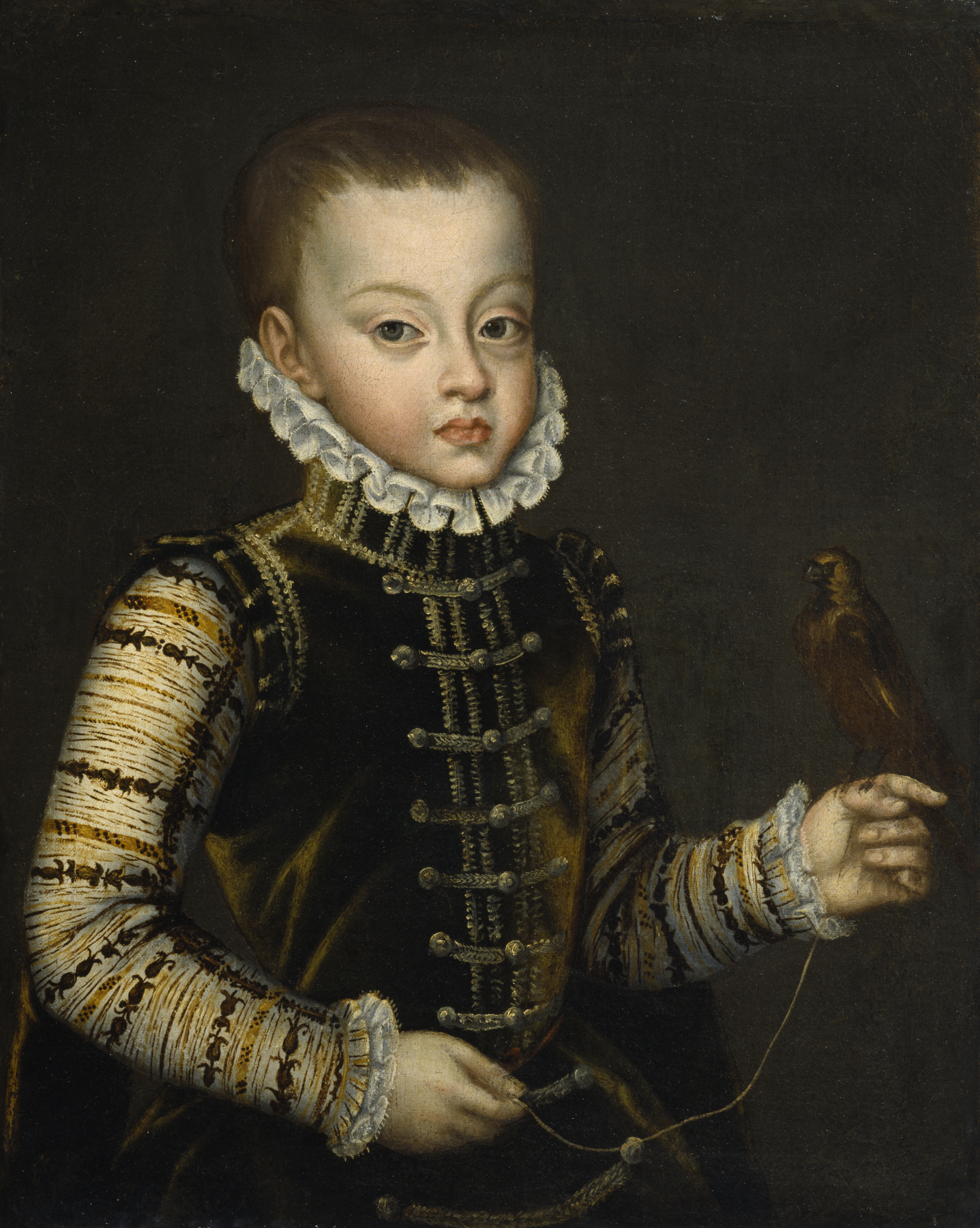
Инфант Фердинанд Испанский

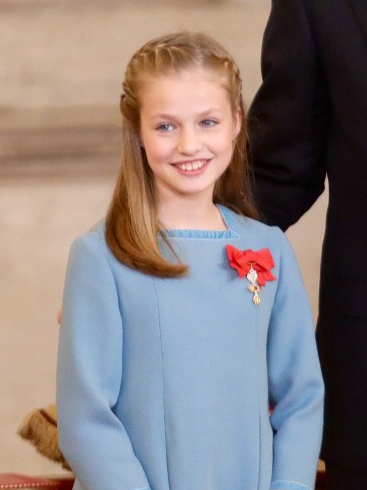
Леонор де Бурбон

Титул герцога Монтблана был создан 16 января 1387 года королем Арагона Хуаном I Охотником для своего младшего брата, инфанта Мартина (1356—1410), будущего короля Мартина I.
В 1396 году после смерти бездетного короля Хуана I герцогский титул унаследовал его младший брат Мартин, герцог де Монтблан, который прекратил использовать этот титул.
После смерти Мартина I, короля Арагона, Сицилии, Сардинии и Корсики (1356—1410), прервалась Арагонская династия. В 1412 году по Каспскому компромиссу королем Арагона был избран Фердинанд I Справедливый (1380—1479), сын короля Хуана I Кастильского и инфанты Элеоноры Арагонской. Она пожаловал титул герцога де Монтблана своему второму сыну Хуану (1398—1479), будущему королю Арагона Хуану II, хотя раньше предлагал этот титул Хайме II де Урхелю (1380—1433) в качестве компенсации за его стремление получить арагонский престол, но последний отказался принять его и начал войну против короля.
В 1458 году после смерти Альфонсо V (1396—1458), короля Арагона (1416—1458), не оставившего законных детей, его младший брат Хуан был коронован как новый король Арагона. Последний передал титул герцога де Монтблана своему второму сыну Фернандо (1452—1516).
В 1461 году после смерти своего старшего брата, принца Карлоса Вианского (1421—1461), Фернандо получил еще и титул принца Жиронского (титул наследника короны Арагона). Титулы принца Жиронского и герцога Монтблана стали титулами наследника испанского престола.
В 1700 году после смерти бездетного короля Карла II новым монархом Испании стал Филипп Анжуйский (Филипп V) из династии французских Бурбонов. В 1705 году арагонцы восстали против Филиппа V и избрали новым королем австрийского эрцгерцога Карла Австрийского под именем Карла III. Между двумя соперниками началась война за испанский престол. В 1707 году Филипп V одержал победы в Арагоне и Валенсии, в 1714 году подчинил Каталонию и короновался в качестве короля Арагона. После победы в Войне за испанское наследство Филипп V все суверенные титулы королевства Арагон, а титул короля Арагона исчез из титулатуры королей Испании.
8 сентября 1996 года Фелипе де Бурбон, принц Астурийский (род. 1968), единственный сын и наследник короля Испании Хуана Карлоса I, получил титул принца де Монтблана.
19 июня 2014 года принцесса Леонор Астурийская (род. 2005), старшая дочь и наследница нового короля Испании Филиппа VI, получила титул герцогини де Монтблан.

## Список герцогов де Монтблан
Арагонско-Барселонская династия (1387—1396)
- Мартин Гуманный (1387—1396), второй сын арагонского короля Педро IV и Элеоноры Сицилийской

Династия Трастамара (1412—1516)
- Хуан II (1412—1458), сын короля Фернандо I Арагонского и Элеоноры д’Альбукерке
- Фердинанд Католик (1458—1462)

- Каталонская война (1462—1472)

- Фердинанд Католик (вторично, 1472—1479)
- Хуан Арагонский (1478—1497), единственный сын Фердинанда Арагонского и Изабеллы Кастильской
- Хуана Безумная (1497—1516), вторая дочь Фердинанда Арагонского и Изабеллы Кастильской

Габсбурги (1516—1700)
- Карлос I (1516—1527), старший сын герцога Бургундии Филиппа Красивого и королевы Кастилии Хуаны Безумной
- Филипп I Арагонский (Филипп II Кастильский) (1527—1556), старший сын предыдущего от первого брака
- Карлос (1556—1568), единственный сын предыдущего от первого брака
- Филипп I Арагонский (Филипп II Кастильский) (вторично, 1568—1571), старший сын Карла V от первого брака
- Фердинанд (1571—1578), старший сын предыдущего от четвертого брака
- Диего (1575—1582), младший брат предыдущего
- Филипп II Арагонский (Филипп III Кастильский) (1582—1605), четвертый сын Филиппа II от четвертого брака
- Филипп III Арагонский (Филипп IV Кастильский) (1605—1626), старший сын предыдущего
- Бальтазар Карлос (1626—1640), сын предыдущего от первого брака

Сегадорское восстание (1640—1652)
- Филипп III Арагонский (Филипп IV Кастильский) (вторично, 1652—1657)
- Филипп Просперо (1657—1661), старший сын предыдущего от второго брака
- Карлос II (1661—1700), младший брат предыдущего.

Титул вакантен (1700—1996)
Династия Бурбон (1996- настоящее время)
- Филипп VI (1996—2014), единственный сын короля Испании Хуана Карлоса I
- Леонор де Бурбон (2014 — настоящее время), старшая дочь предыдущего